# Serving Sara
 Serving Sara és una pel·lícula germano-estatunidenca dirigida per Reginald Hudlin i estrenada el 2002.

## Argument
Uixer de justícia, a Joe Tyler li encarreguen un estrany assumpte. Una seductora clienta novaiorquesa, Sara Moore, desitja divorciar-se del seu marit Gordon, que és igualment el seu soci en una gran explotació agrícola texana. Segons les lleis de Texas, si Gordon transmet primer a Sara els papers del divorci, aquest se'n sortirà fàcilment. Per contra, si és Sara que li fa arribar en primer els papers, li atribuiran a ella només la direcció de la granja.
La jove proposa d'altra banda a l'uixer oferir-li un milió de dòlars a canvi dels quals haurà d'interpretar el paper de missatger a Gordon.
Joe veu llavors una ocasió en or per deixar la seva feina que troba avorrida, però les coses agafen un gir inesperat i Joe no triga a enamorar-se de la seva encantadora clienta.

## Repartiment
- Matthew Perry: Joe Tyler
- Elizabeth Hurley: Sara Moore
- Bruce Campbell: Gordon Moore
- Cedric the Entertainer: Ray Harris
- Amy Adams: Kate
- Terry Crews: Vernon
- Jerry Stiller: Milton
- Marshall Bell: Warren Cebron